# Kuczewiszte
Kuczewiszte lub Kučevište (maced. i serb. Кучевиште) – wieś w północnej Macedonii Północnej, w pobliżu stolicy i największego miasta tego kraju – Skopje.
Osada wchodzi w skład gminy Czuczer-Sandewo. Ludność wsi stanowią głównie Serbowie. Miejscowość liczy obecnie 1.869 mieszkańców; jeszcze w 2002 r. liczba ta była znacznie wyższa i wynosiła 3.167.